# Missel
Pour l’article ayant un titre homophone, voir Micelle.

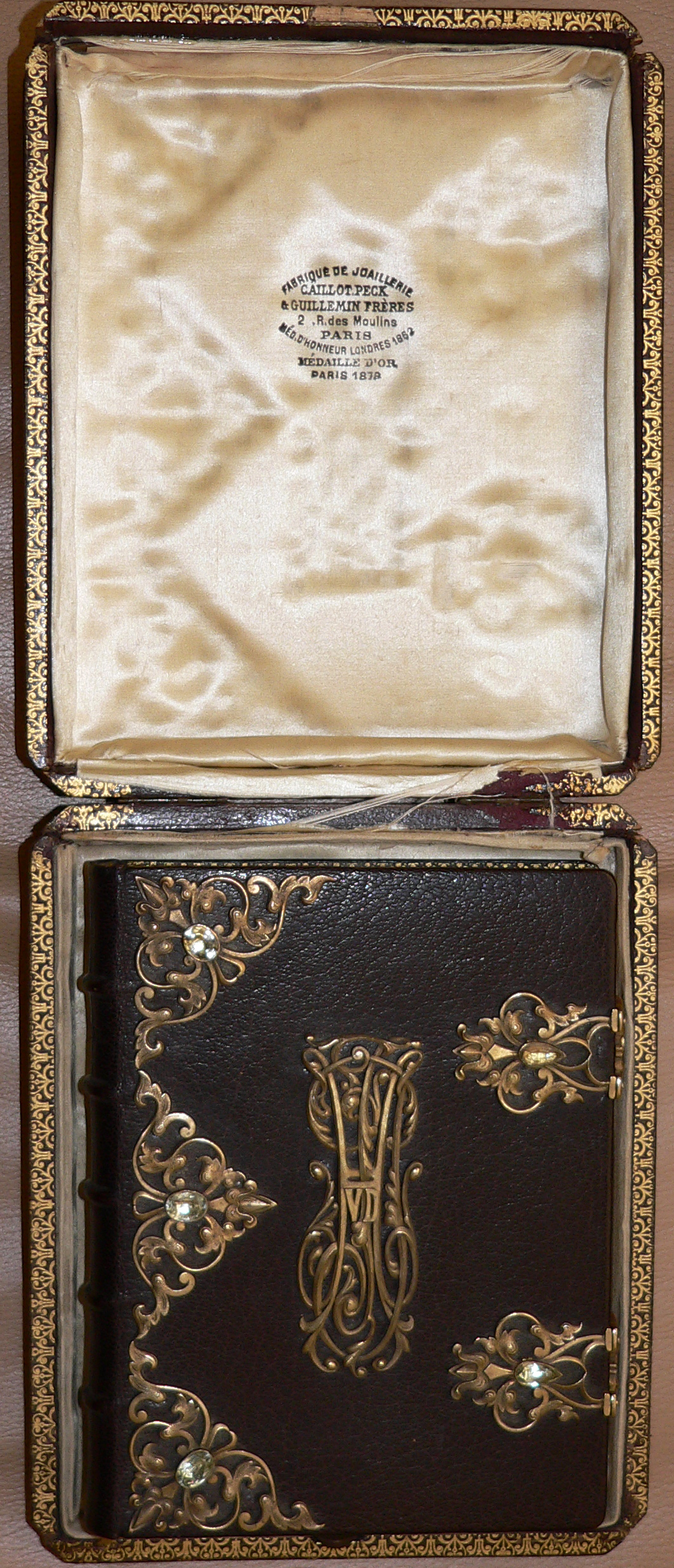
Missel paroissien romain.

Le missel est un livre liturgique du rite catholique romain dans lequel on trouve tous les textes nécessaires à la célébration de la messe : chants, lectures, prières, Eucharistie, et même des indications pour les gestes. Il en existe deux modèles : le missel d'autel, destiné à l'usage du célébrant, et le missel paroissien, plus petit, comme missel des fidèles.
Il est aussi lié à un service que peuvent pratiquer les servants d'autel : le rôle de porte-missel, qui consiste à présenter ce livre au prêtre célébrant quand il en a besoin pour lire les différentes prières.

## Différents missels

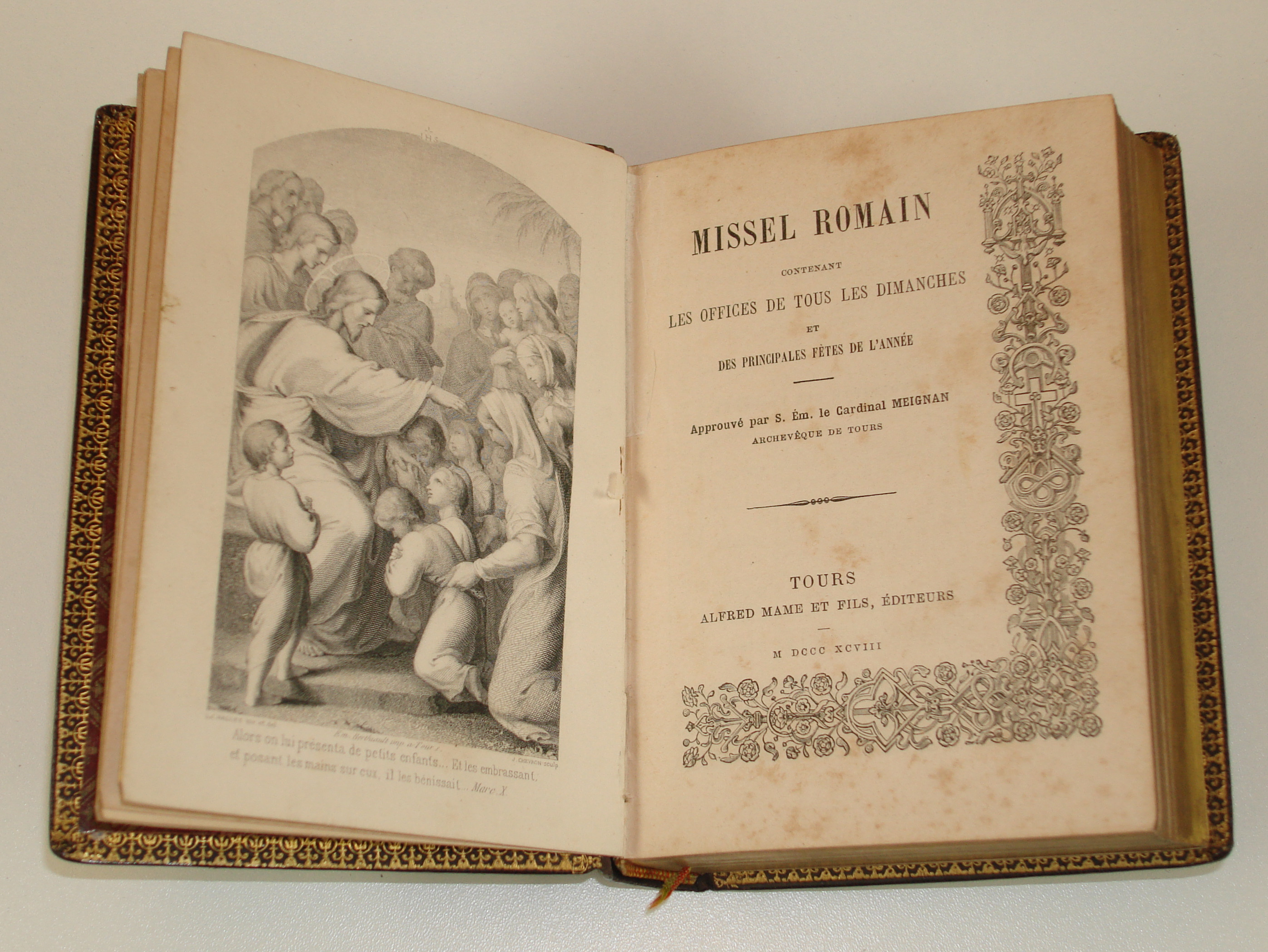
Missel romain de 1898 en français.

Du point de vue du contenu, il n'y a pas de missel unique ou uniforme, mais autant de missels qu'il y a de rites dont la liturgie eucharistique suppose le recours à un tel livre : la plupart des diocèses et des ordres religieux ont eu leur missel particulier, avec plusieurs éditions. Ainsi, le Missel romain est le livre de la célébration de la messe selon le rite de l'Église romaine ou rite romain, mais on parle aussi de Missel tridentin pour le Missel romain codifié à la suite du concile de Trente (voir ci-dessous), de missel ambrosien pour le livre de la célébration de la messe selon le rite de l'Église de Milan, de missel cartusien pour la célébration de la messe selon le rite cartusien, de missel cistercien chez les cisterciens, de missel dominicain chez les dominicains, de missel wisigothique pour le livre de la célébration de la messe selon le rite de certains diocèses d'Espagne, etc.

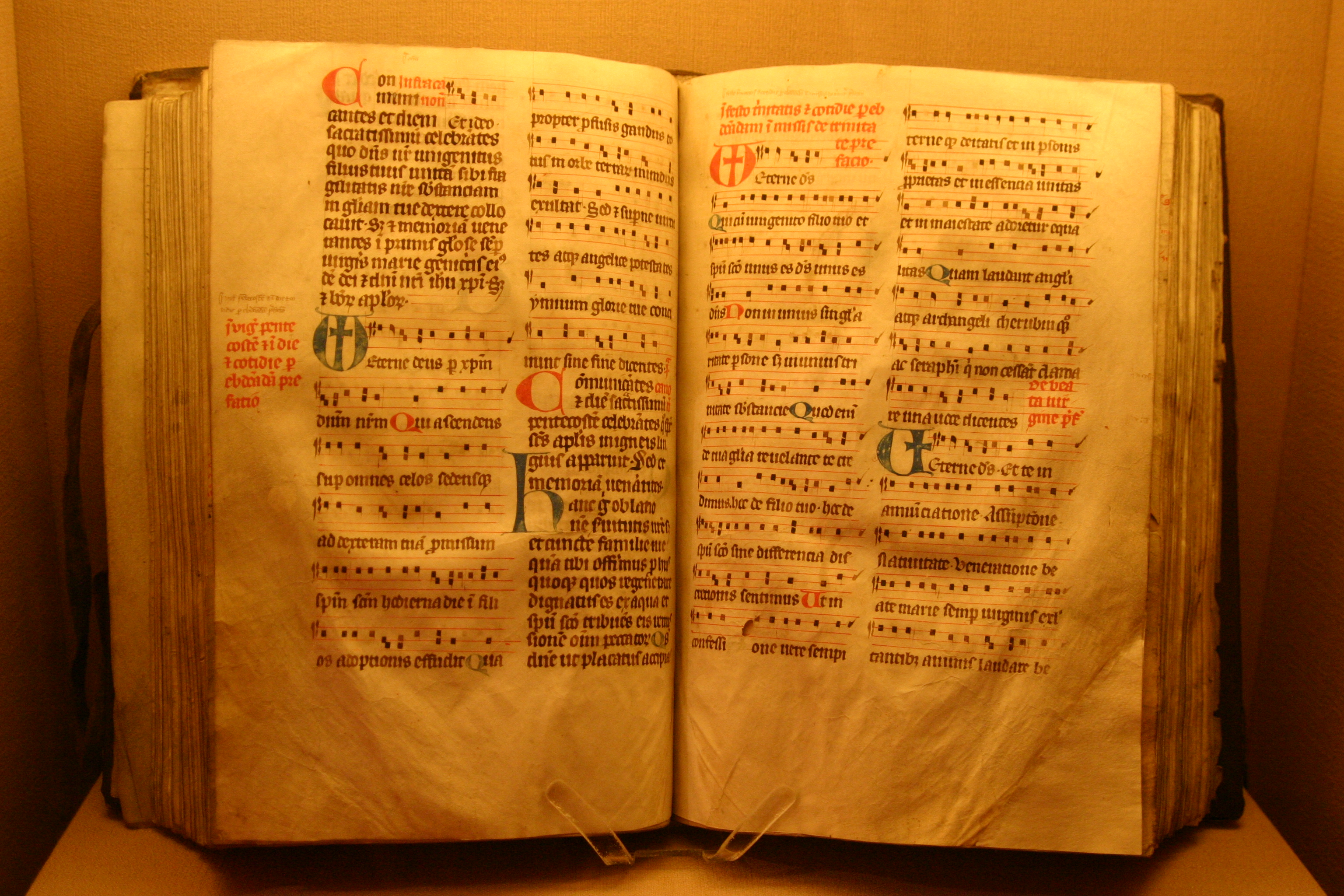
Missel d'autel en latin.

Tous résultent d'une double tendance pratique et identitaire. La tendance pratique consiste à vouloir réunir en un livre toutes les pièces nécessaires à la célébration de la messe durant toute l'année. La tendance identitaire relève du besoin de réunir les éléments typiques qui font l'identité d'un rite et le distinguent soit des autres familles rituelles, soit d'autres éditions du missel de la même famille rituelle (cas du missel tridentin pour le rite romain).

## Origine du missel
Les premiers missels attestés appartiennent au VIIIe siècle. Ce sont, dans l'ordre de leur apparition : le Missel de Bobbio, les Fragments palimpsestes du Mont-Cassin et le Missel de Stowe. C’est le regroupement de plusieurs livres : le sacramentaire – avec la prière eucharistique (le canon), les oraisons et les prières –, l’évangéliaire et l’épistolier pour les lectures ou péricopes de l’Écriture Sainte, un ou plusieurs livres pour les répons et les chants (graduel ou antiphonaire de la messe). Peu à peu, les manuscrits intégrèrent toutes ces parties en un ou plusieurs livres formant un tout.
Au début du XIIIe siècle, les ordres mendiants apparaissent : la particularité de ces communautés est d’être itinérantes, et de ne pas être fixées dans un diocèse en particulier. Une grande diversité de rite existe alors dans l’Église latine, variant d’un diocèse à l’autre, aussi bien au niveau des formes qu’au niveau du calendrier. Le besoin se fait sentir d’un rite commun à tout l’ordre. Saint François d’Assise recommande à ses frères d’utiliser le rite de la curie romaine, adapté à un apostolat itinérant.
Dans toute l’Église latine, l’usage du « missel plénier » se généralise entre le XIIIe et le XVe siècle. Un grand nombre de diocèses et d'ordres religieux publient leurs éditions propres.
À la suite de la bulle Quo Primum, l’ensemble de l’Église latine utilise le missel romain, à l’exception des diocèses et des ordres religieux qui ont un rite propre suffisamment ancien. Ainsi, le missel mozarabe pour le diocèse de Tolède, le missel de Braga pour l’archidiocèse de Braga, le missel romano-lyonnais pour l’archidiocèse de Lyon, et le missel ambrosien pour l’archidiocèse de Milan vont se maintenir jusqu’à nos jours.
Certains ordres religieux comme les chartreux avec le rite cartusien, les dominicains avec le rite dominicain, les cisterciens avec le rite cistercien, les prémontrés avec le rite prémontré et l’ordre du Carmel avec le rite carmélite vont aussi conserver un missel propre.

## Le Missel romain

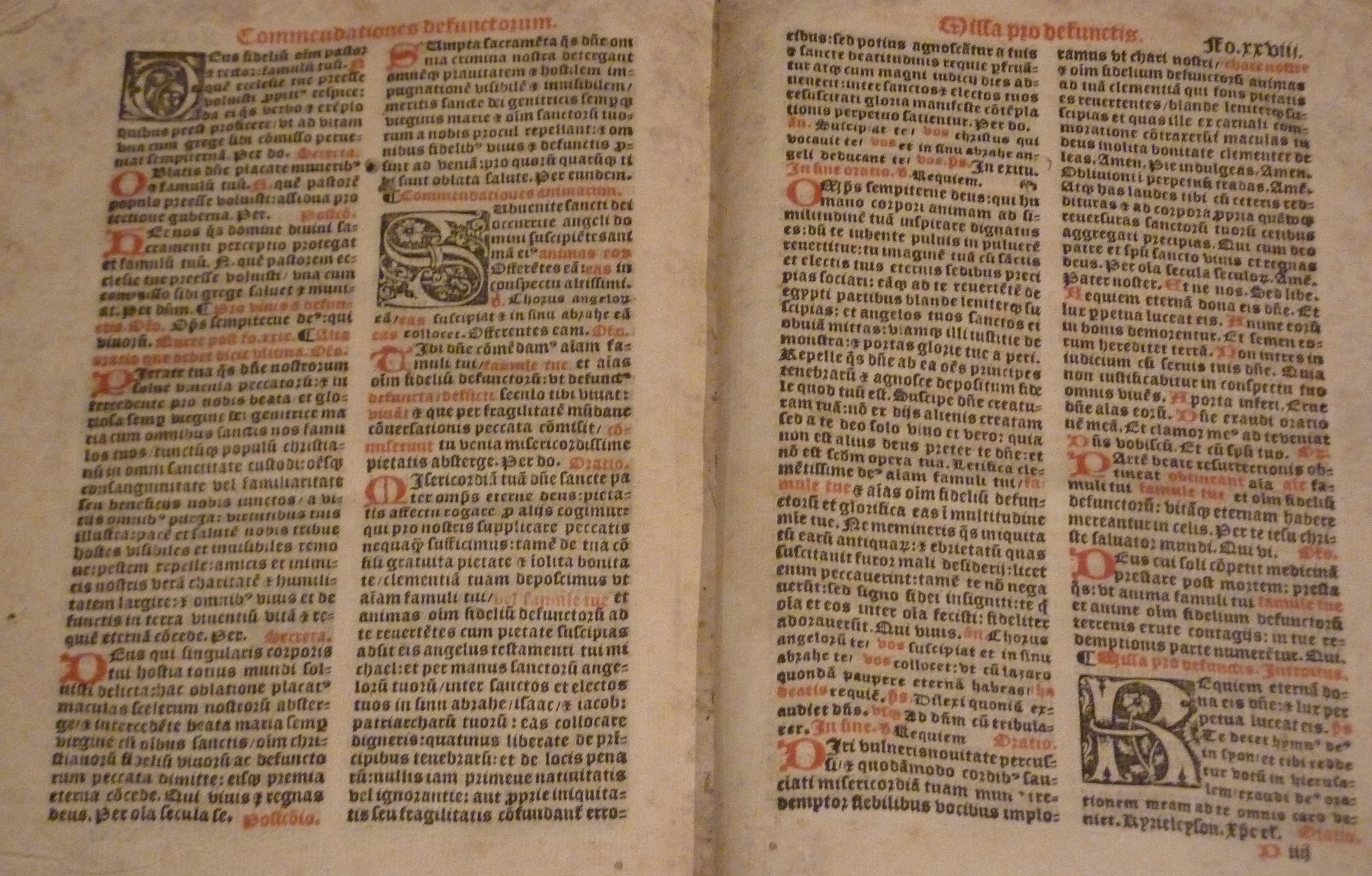
Missel du diocèse de Léon en breton (1526).

Comme le reste de l'Église latine, le diocèse de Rome a ses propres livres liturgiques. Dès l'époque carolingienne (fin du VIIIe siècle), l'aura grandissante de la papauté favorise l'adoption de certains de ses livres liturgiques par de nombreux diocèses. Au XIIIe siècle, le missel de la curie se répand sous l'influence des ordres mendiants. L'édition imprimée de 1474 connaît une grande diffusion.

### L'unification tridentine, moyen de contre-réforme
Le concile de Trente, en 1563, soucieux de la « doctrine touchant au saint sacrifice de la messe », demande au pape de veiller à la perfection doctrinale des manières de dire la messe dans l'Église, en réaction aux hérésies protestantes sur ce sujet. Le pape Pie V répond à la demande du concile avec la bulle Quo primum, par laquelle, il promulgue, le 14 juillet 1570, son édition du missel romain. Il en rend l’utilisation obligatoire  dans toute l’Église latine, en faisant exception uniquement pour les endroits où un autre rite a été célébré pendant plus de deux cents ans.

## Protestantisme
Par analogie avec les missels latins, certaines églises chrétiennes issues de la Réforme protestante éditent des livres ordonnant le rite de leur liturgie eucharistique en langue vernaculaire ; à dessein, pour se distinguer et par opposition doctrinale et ecclésiologique avec la « messe romaine », ils ne prirent pas le titre de « missel » ou le reçurent improprement. Ce n'est que tardivement que le terme, ayant perdu sa signification confessionnelle initiale, fut réadopté par certaines églises issues de la Réforme.

### Luthéranisme
Martin Luther participe à l'organisation du culte à Wittemberg en 1523, malgré ses réticences pour ce qui ne lui paraît que « bruit et fumée » et la porte ouverte à un légalisme pieux. Il écrit alors Von ordnung des Gottesdienst (De l'ordre du service divin) et Formulae Missæ. Dans cet esprit, en 1525, a lieu la première célébration de la « messe allemande », dont l'ordo est publié en 1526 et servira de cadre au luthéranisme des siècles suivants. Le missel toujours utilisé dans la liturgie luthérienne est fondé sur ces recommandations.

### Anglicanisme
Le 11 juillet 1533, Clément VII excommunie Henri VIII d'Angleterre, qui s'est remarié illégalement. C'est la naissance du schisme anglican. Une Église indépendante de Rome s'organise d'abord au niveau hiérarchique sous le règne d'Henri VIII, puis au niveau doctrinal à partir du règne Édouard VI. Le besoin se fait sentir d'un livre liturgique qui reflète la nouvelle doctrine. L'archevêque de Cantorbery, Thomas Cranmer, est l'architecte de ce Book of Common Prayer (dit « missel de Cranmer ») en 1549. Ce missel, en anglais, est fortement révisé en 1552, puis en 1559 et en 1562. Il connaît une longue évolution jusqu'à nos jours et est aujourd'hui utilisé par l'Église d'Angleterre, mais aussi par les Églises épiscopalienne et méthodiste des États-Unis.